# Maria Leonor de Hesse-Rotemburgo
Maria Leonor Amália de Hesse-Rotemburgo (em alemão:  Maria Eleonore Amalia; Castelo de Rheinfels, 25 de setembro de 1675 — Sulzbach, 27 de janeiro de 1720) foi uma condessa de Hesse-Rotemburgo por nascimento, princesa hereditária de Sulzbach e condessa palatina de Sulzbach pelo seu casamento com Teodoro Eustácio do Palatinado-Sulzbach.

## Família
Maria Leonor foi a segunda filha nascida do conde Guilherme de Hesse-Rotemburgo e de Maria Ana de Löwenstein-Wertheim-Rochefort. Seus avós paternos eram o conde Ernesto de Hesse-Rheinfels e Maria Leonor de Solms-Hohensolms. Seus avós maternos eram Fernando de Löwenstein-Wertheim-Rochefort e Ana Maria de Fürstenberg-Heiligenberg.
Ela teve sete irmãos, que eram: Leonor; Isabel Catarina Felicidade, esposa de Francisco Alexandre, Príncipe de Nassau-Hadamar, e depois do conde Antônio Fernando de Attems; Sofia; Maria Amália Guilhermina; Joaneta; Ernestina, esposa do conde Roberto de la Cerda de Villalonga, e o conde Ernesto Leopoldo de Hesse-Rotemburgo, marido de Leonor de Löwenstein-Wertheim.

## Biografia
Em 9 de junho de 1692, Maria Leonor, de dezesseis anos, e o futuro conde Teodoro Eustácio, de trinta e três, se casaram em Lovosice, na Boêmia. Ele era filho do conde Cristiano Augusto do Palatinado-Sulzbach e de Amália de Nassau-Siegen.
Eles tiveram nove filhos, cinco meninas e quatro meninos.
A condessa faleceu aos 44 anos, em 27 de janeiro de 1720, e foi enterrada em Sulzbach.
Seu marido não casou-se novamente, e morreu em 11 de julho de 1732.

## Descendência
- Amália Augusta (Amalia Auguste) (7 de junho de 1693 – 18 de janeiro de 1762), sem aliança;
- José Carlos (Joseph Karl) (2 de novembro de 1694 – 18 de junho de 1729), casou com Isabel Augusta do Palatinado-Neuburgo, com descendência;
- Francisca Cristina (Franziska Christine) (16 de maio de 1696 – 16 de julho de 1776), princesa-abadessa de Essen e de Thorn;
- Ernestina Teodora (Ernestine Theodora) (15 de maio de 1697 – 14 de abril de 1775), casou com o conde Guilherme II de Hesse-Wanfried-Rheinfels, e depois de ficar viúva, tornou-se prioresa em um mosteiro em Neuburgo; sem descendência;
- João Guilherme (Johann Wilhelm) (3 de junho de 1698 – 12 de abril de 1699);
- João Cristiano (Johann Christian) (23 de janeiro de 1700 – 20 de julho de 1733), primeiro foi casado com Maria Henriqueta de La Tour de Auvérnia e, em segundas núpcias, com Leonor de Hesse-Rotemburgo; com descendência do primeiro casamento;
- Isabel Leonor (Elisabeth Eleonore) (19 de abril de 1702 – 10 de fevereiro de 1704);
- Ana Cristina (Anna Christine) (5 de fevereiro de 1704 – 12 de março de 1723), esposa do príncipe de Piemonte, Carlos Emanuel, futuro rei da Sardenha, com descendência;
- João Guilherme Augusto (Johann Wilhelm August) (21 de agosto de 1706 – 28 de agosto de 1708).

## Títulos e estilos
- 25 de fevereiro de 1675 – 9 de junho de 1692: Sua Alteza Sereníssima Maria Leonor de Hesse-Rotemburgo
- 9 de junho de 1692 – 23 de abril de 1708: Sua Alteza Sereníssima A Princesa Hereditária de Sulzbach
- 23 de abril de 1708 – 27 de janeiro de 1720: Sua Alteza Sereníssima A Condessa Palatina de Sulzbach